# Pachymelania
Pachymelania là một chi ốc biển, là động vật thân mềm chân bụng sống ở biển trong họ Thiaridae.

## Các loài
Các loài trong chi Pachymelania gồm có:
- Pachymelania aurita (O. F. Müller, 1774)[3]
- Pachymelania byronensis Gray[4]
- Pachymelania fusca (Gmelin, 1790)[5]